# Killer Croc
Killer Croc est un personnage de fiction, super-vilain de l'univers de DC Comics. Créé par Gerry Conway et Don Newton, il apparaît pour la première fois dans le comic Detective Comics #523 en 1983. Sa véritable identité est Waylon Jones, un homme atteint d'une maladie de peau qui recouvre son corps d'écailles. Par la suite, sa physionomie évolue pour s'approcher de celle d'un crocodile anthropomorphe de grande taille.

## Biographie fictive
Waylon Jones est atteint d'une maladie rare de la peau qui lui donne l'apparence d'un crocodile. Sa mère est morte en accouchant, son père l'a abandonné, et il fut élevé par une tante alcoolique, l'empêchant de grandir dans un foyer idéal. Durant son enfance, il a subi toutes les humiliations. Sa maladie, qui affecte également sa psychologie, associée aux moqueries et au rejet de ses camarades, l'ont rendu particulièrement violent. Battant ceux qui le traitaient de « monstre », il passa une bonne partie de son temps en centre de détention juvénile. Son premier meurtre fut celui d'un détenu qui l'insulta alors qu'il avait seize ans ; il le battit à mort, ce qui lui valut 18 ans de prison. Quand il sortit, il trouva un travail dans un cirque, où son spectacle consistait à combattre (et à étrangler) à mains nues un crocodile et acquit ainsi son surnom de « Killer Croc ».
Avec sa force, il songea qu'il pourrait devenir un homme puissant, le chef de la pègre de Gotham City. Alors que le chef de la Pègre, Tony Falco, venait d'être emprisonné, Croc s'allia avec The Squid qui tenta de prendre le pouvoir. Mais Croc finit rapidement par le tuer avec un fusil sniper d'un tir dans le cœur. Batman enquêta et fut amené sur la piste de Croc. Il trouva sa maison et s'y introduisit. Lorsque Croc rentre chez lui et trouve Batman assis sur son fauteuil, une colère folle s'empare de lui. Il s'exclame qu'il avait fait sa maison ici parce qu'il était à l'abri des moqueries du monde extérieur, et que Batman avait tout gâché. Il saccage tout et fait exploser sa maison avant de s'enfuir dans les égouts. S'ensuit une courte confrontation au bout de laquelle il pense avoir tué Batman. Après avoir tué Tony Falco qui continuait à donner des ordres à ses sbires depuis la prison, il convoque tous les criminels de Gotham City au zoo et s'autoproclame King Croc en affirmant qu'il a tué Batman. Malheureusement pour lui, il se rend compte plus tard que Batman n'est pas mort, et prévoit donc de le tuer plus tard dans le zoo. Pendant ce temps, le Joker organise une réunion avec la plupart des fous de l'asile d'Arkham, les méchants de Batman les plus connus, et monte un plan pour empêcher Croc de régner sur la pègre et donc sur Gotham City : tuer Batman avant Croc. Batman est prévenu par Catwoman et Talia al Ghul. Le Joker crée ainsi une fausse alliance avec Croc en le manipulant et ensemble ils parviennent à piéger Batman, Catwoman et Talia. Mais Croc veut un duel d'homme à homme avec Batman et ordonne de le détacher afin qu'ils se battent pour régler tout ça une bonne fois pour toutes.
Finalement, Robin, Batgirl puis Jason Todd en habit de Robin (le futur Robin II) viennent en aide à Batman, et Croc est vaincu et amené à l'asile d'Arkham.
En tant que « King Croc », il tua les parents de Jason Todd qui enquêtaient également sur lui.
Dans Batman #471, on apprend que Croc s'est évadé d'Arkham où il a subi des électrochocs cérébraux qui lui ont donné des cauchemars et des illusions. Après son évasion, il rejoint un groupe de SDF dans les souterrains, qui l'accueillent chaleureusement sans se soucier de son apparence. Waylon devient alors leur ami, et cambriole des télévisions dans un magasin afin qu'ils puissent regarder la télé de là où ils sont. Batman enquête et retrouve la trace de Croc. Après une courte confrontation dans laquelle Croc cause un trou dans un mur, Batman les avertit alors que les souterrains, situés juste à côté des égouts, vont être inondés puisque la commune prévoit de monter le débit de l'eau dans les égouts. Croc et Batman doivent s'allier pour retenir le mur qui menace de céder sous la pression de l'eau, pendant que les amis de Croc s'enfuient. Lorsque celle qu'il appelle Tante Marcy, celle qui l'avait accueilli ici et le réconfortait, trébuche et tombe à l'eau, Waylon ordonne à Batman d'aller la sauver pendant qu'il retient le mur tout seul. Tante Marcy est sauvée par Batman, mais Croc ne parvient pas à retenir le mur seul et est englouti dans les eaux.
Il se bat contre Bane dans Batman #489, alors que ses cauchemars sont revenus et que sa folie destructrice le pousse à tout démolir sur son passage. Bane, prévoyant de vaincre Batman, pense qu'affronter Croc sera un bon entraînement. Il lui casse alors les deux bras en utilisant son Venom. La mutation de Croc lui permet de se guérir rapidement, et il cherchera à plusieurs reprises à se venger de Bane dans la saga Knightfall (Detective Comics #660, Batman #512), en vain. Ensuite, il s'enfuit jusqu'en Louisiane dans les comics Batman #521 et #522, invoqué par Swamp Thing, qui a vu la première apparition de John Constantine. Dans Batman #610, Hush l'infecte par un virus mortel à moyen terme qui le transforme davantage en crocodile. Puis il est manipulé par le Chapelier Fou et Black Mask qui lui introduisent une puce dans le cerveau, dans Batman #642. Il finit par retirer la puce en se grattant le sommet du crâne jusqu'à la chair, et retrouvant ses esprits, il jure de se venger du Chapelier Fou et de Black Mask. Alors que Croc s'apprête à dévorer le Chapelier Fou après avoir sauvé les jeunes filles qu'il manipulait via ses chapeaux, Batman intervient et sauve le Chapelier. Il administre ensuite à Croc un antidote pour le virus mortel mais il garde cependant sa forme animale. Croc parvient à s'enfuir tandis que le Chapelier est capturé par Batman.
Dans Detective Comics #808-810 (2005), Croc a cherché à soigner sa maladie pour retrouver son ancienne apparence, en allant voir le docteur Belleza. Elle parvient à créer un antidote qui le transforme en ce qu'il était l'espace d'un instant. Un instant durant lequel Waylon semble plus humain que monstre. Mais l'effet ne dure pas longtemps et il retrouve rapidement son apparence monstrueuse. N'arrivant plus à se contrôler et guidé par ses instincts animaux, il dévore la doctoresse.
Dans Faces of Evil - Solomon Grundy (2009), il est confronté au colosse mort-vivant Solomon Grundy, ne supportant pas qu'il empiète sur son territoire des égouts. Croc perd lorsque Grundy lui arrache la mâchoire.
Dans la mini-série Batman - The Dark Knight (2011), il travaille pour le Pingouin et l'aide à capturer Batman après l'avoir assommé. Il est chargé de surveiller Batman attaché à une chaise en le forçant à regarder un écran dévoilant le Pingouin, mais quand ce dernier avoue qu'une bombe va exploser d'ici quelques secondes dans la pièce dans laquelle Batman et Croc se trouvent, Croc, énervé, décide de retrouver le Pingouin pour se venger et laisse Batman sans surveillance, lui laissant l'opportunité de s'échapper.
À la suite du reboot de l'univers DC Comics donnant la nouvelle série New 52, Killer Croc garde à peu près la même origine. Il change cependant sur quelques points, devenant un jeune afro-américain avec une tante dure lui ponçant la peau pour cacher ses écailles. Il n'a ici jamais essayé de conquérir Gotham City, se contentant de vols au départ avant de devenir un tueur bestial vivant dans les égouts avec une armée de SDF qu'il protège.

## Description

### Physique
Le physique de Croc a beaucoup changé au fil des comics et au travers des dessins animés.
Dans sa première apparition, il a un air mystérieux : vêtu d'un trench-coat et d'un chapeau, on ne voit jamais son visage qui reste dans l'ombre de son chapeau, ni aucune autre partie de son corps d'ailleurs que l'on découvre seulement plusieurs pages plus tard. Lorsqu'il se dévêtit, on découvre que son corps est entièrement recouvert d'écailles vertes. Il a des yeux rouges mais une mâchoire humaine. Il est très grand et très musclé mais sa physionomie est celle d'un humain.
Plus tard, dans Knightfall, il ressemble un peu plus à un monstre avec une mâchoire puissante composée entièrement de canines tranchantes qui lui servent parfois à déchiqueter la chaire humaine. Il est alors vêtu d'un jean troué et déchiré et d'une veste en piteux états.
Dans Batman #521-522, Fast train to the wet dark, sa masse musculaire a considérablement augmenté.
Dans la saga Broken City (Batman #620-625), il ne vit pas dans les égouts et semble être riche de par ses vêtements et bijoux. De plus, sa maladie de peau semble être moins grave que dans ses autres apparitions.
Parfois, on l'a vu avec une gueule allongée comme les crocodiles à cause d'un virus transmis par Hush (Batman #642, Detective Comics #808-810) et même une queue dans la série animée The Batman.
Dans Batman, la série animée, il a la peau grise et ne semble pas recouvert d'écailles, mais juste de quelques bosses sur le corps. Sa mâchoire en revanche est encore plus difforme, bien plus large. Dans The adventures of Batman & Robin, Croc est à nouveau vert avec une mâchoire moins énorme, et son corps a l'air plus souple. Il semble plus agile.
Dans Batman: Arkham Asylum, Killer Croc n'est vêtu que d'un vieux pantalon abîmé et porte de grosses chaînes aux bras et aux jambes ainsi qu'un collier électrique du fait de son évasion d'Arkham. Il fait près de 3,35 m pour 263 kg, ce qui fait de lui un personnage très éloigné de sa première version et lui donne davantage l'aspect d'un monstre.
Dans Joker, son apparence est bien plus réaliste. Il s'agit d'un gangster noir de très forte carrure, grand et extrêmement musclé souffrant d'une maladie de la peau donnant un aspect écailleux à celle-ci.
Dans la série d'animation The Batman, Croc ressemble davantage à un crocodile anthropomorphe et n'est vêtu que d'un gilet noir.
Dans le film Suicide Squad, Killer Croc est souvent vêtu d'un sweat à capuche pour cacher son apparence. Il est moins grand que dans les comics (il est de la taille d'un homme moyen) mais également beaucoup moins musclé.

### Personnalité
La personnalité de Waylon Jones est grandement affectée par sa maladie. Les cellules de son cerveau sont altérées, ce qui fait qu'il est de moins en moins intelligent. Croc est un être très violent et brutal. Il présente un grand paradoxe : torturé et triste du fait de sa condition de monstre et par le fait qu'il ait toujours été rejeté par les autres, il reste cependant fier de lui et surtout de sa très grande force. Croc est aussi un être très rancunier qui voudra systématiquement se venger de ceux qui lui ont fait du mal. Son rejet et sa rancune en font alors un individu grandement misanthrope, rejetant la civilisation et les autres, se liant en de rares occasions avec des personnes elles aussi rejetées, comme Roy Harper qu'il a poussé à s'inscrire aux Alcooliques Anonymes, ou de manière plus courante les sans-abris vivants dans les égouts qu'il protège.
Dans ses représentations les plus bestiales, Killer Croc est souvent représenté comme cannibale, chassant ses victimes et les voyants comme des proies.
Tout comme son physique, sa psychologie change au fil du temps. Dans ses premières apparitions, il reste très humain bien qu'il soit émotionnellement instable (il brûle sa maison juste parce que Batman s'est introduit chez lui). Il aspire à ce que tous les criminels aspirent : le pouvoir, l'argent.
Dans Batman #471, Croc se fait des amis pour la première fois de sa vie. Il va jusqu'à se sacrifier pour les sauver.
Dans Knightfall, il est totalement obnubilé par son désir de vengeance sur Bane.
Dans Batman #521 on se trouve devant un Croc psychologiquement limité, qui ne pense qu'à manger et à trouver the Swamp Thing qui l'invoque. Il suit ses instincts primitifs et animaliers.
Dans la saga Broken City (Batman #620 à #625), Croc est beaucoup plus humain.
Dans l'histoire The Beast Beneath (Detective Comics #808 à 810), Killer Croc est partagé entre son désir de se faire soigner du virus de Hush pour retrouver une apparence plus « normale », et son instinct de prédateur le poussant à vouloir chasser, mordre et dévorer la doctoresse qui tente de le soigner. Sa psychologie est ainsi proche d'un dédoublement de personnalité, puisqu'il est partagé entre un côté totalement animal et instinctif, et un côté plus proche de l'humanité qui lui permet d'avoir quelques bons moments.
Dans la série d'animation The Batman, il est montré comme bien plus intelligent et malin que dans ses autres incarnations. Il est capable d'élaborer des stratégies diverses pour parvenir à ses fins. Il aspire à l'argent et à contrôler Gotham City.
Dans la série des jeux Arkham, il est représenté comme quasi-animal, vivant loin des autres et dévorant ceux qui s'approchent de lui et considéré comme sans espoir par ses docteurs.

### Super-pouvoirs
Killer Croc est l'un des rares ennemis de Batman à posséder des super-pouvoirs.
Il possède une force hors du commun et largement surhumaine, lui permettant de mettre en pièces très facilement des êtres humains, ou de soulever des objets très lourds, telle qu'une voiture par exemple (Batman #521).
Les écailles qui recouvrent sa peau lui confèrent une résistance hors norme, lui permettant de résister aux chocs les plus violents. Son épaisse couche d'écailles lui permet notamment d'arrêter les balles et cartouches d'armes à feu, comme on a pu le voir dans plusieurs comics (Robin #72, Detective Comics #808 dans la petite histoire "The Beast Beneath").
Comme si cela ne suffisait pas, Waylon Jones est aussi endurant aux blessures qu'un crocodile. Il peut subir des blessures horribles sans tomber dans l'inconscience. Dans Joker's Asylum II : Killer Croc, il mange ses propres mains afin de se délivrer des chaînes qui le retiennent à l'asile d'Arkham pour pouvoir s'échapper. Il s'est également fait fracturer le bras à plusieurs reprises dans ses combats contre Bane. Plusieurs fois, sa mâchoire a été brisée. Malgré tout, il finit toujours par s'en sortir. Cela est en partie dû à son facteur guérisseur très important. Croc dispose également de la faculté de se régénérer. Lorsque ses bras sont cassés, ils se réparent automatiquement très rapidement. De même lorsqu'il mange ses mains, elles finissent par repousser comme lorsque l'on coupe la queue à un lézard.
Ce tueur possède également des sens bien plus développés que chez un être humain (notamment son odorat qui permet de reconnaître des personnes spécifiques rien qu'à leur odeur, tel que Batman, mais aussi sa vue qui lui permet de voir dans les endroits sombres comme les égouts). Il a aussi des réflexes aigus, associés à une vitesse d'attaque qui rappelle celle des crocodiles lorsqu'ils chassent une proie. Cela lui a permis de prendre Batman de vitesse à plusieurs reprises.
Enfin, la mâchoire de Jones est très impressionnante : sa puissance est telle qu'il peut broyer des os et mâcher du métal. À de nombreuses reprises, il a utilisé sa mâchoire pour s'évader. De plus, étant cannibale, Croc ne rechigne pas à s'en servir comme d'une arme extrêmement dangereuse.
En outre, Croc possède la faculté de rester en apnée très longtemps et de nager extrêmement bien, même si cela n'est pas un super-pouvoir mais plus une particularité.
Dans le roman graphique Joker, celui-ci ne possède aucun super-pouvoir, mais est seulement représenté comme le chef d'un gang afro-américain. Extrêmement fort et musclé, il semble devoir son surnom à la combinaison de sa force physique exceptionnelle, de sa peau écailleuse et, surtout, de sa manière particulière de faire disparaître les corps : le cannibalisme.

## Œuvres où le personnage apparaît

### Comics
- Batman #357-359, 471, 489, 494, 512, 521-522, 608, 610, 619-625, 642
- Detective Comics #523-525, #660, #808-810
- Robin #71-72
- Salvation Run #1-7
- Arkham Asylum Living Hell #4 : Tic-Toc
- Batman Le chevalier Noir
- Batman : Silence
- Batman : Knightfall
- La Nouvelle Aube
- Suicid squad

### Graphic Novel
- Batman : L'Asile d'Arkham
- JoKeR
- La Tragédie du Démon
- Batman & Dracula: La brume pourpre

### Série animée
- Batman (Paul Dini, Bruce Timm, Eric Radomski, 1992-1995) avec Aron Kincaid (VF : Jean-Claude Sachot, Christian Peythieu, Michel Modo)
- Batman (The New Batman Adventures, Alan Burnett, Paul Dini, Bruce Timm, 1997-1999) avec Brooks Gardner (VF : Bruno Dubernat)
- Batman (The Batman, 52 épisodes, Michael Goguen, Duane Capizzi, 2004-2008) avec Ron Perlman (VF : Thierry Murzeau)
- Batman : L'Alliance des héros avec Stephen Root (VF : Thierry Murzeau)
- Prenez garde à Batman ! avec Wade Williams (VF : Thierry Murzeau)

### OAV
- Batman: Gotham Knight
- Le Fils de Batman (Son of Batman, Ethan Spaulding, 2014) avec Fred Tatasciore (VF : Thierry Murzeau)
- Scooby-Doo et Batman : L'Alliance des héros (Jake Castorena, 2018) avec Fred Tatasciore (VF : Philippe Peythieu)
- Lego DC Batman: Family Matters
- Injustice

### Jeux vidéo
- 2003 : Batman: Dark Tomorrow
- 2008 : Lego Batman : Le Jeu vidéo[1]

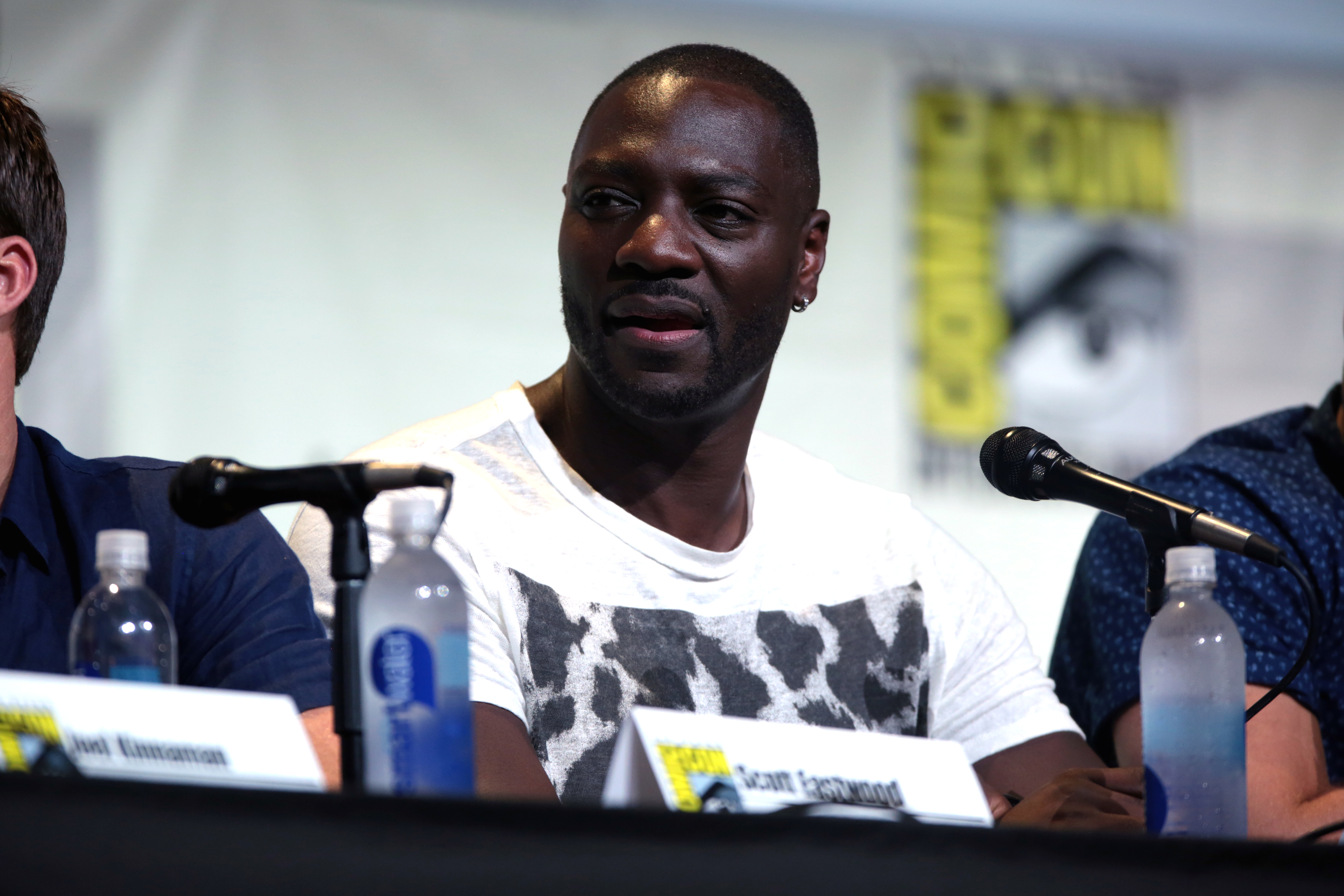
L'acteur Adewale Akinnuoye-Agbaje interprète le personnage dans l'univers cinématographique DC.

- 2009 : Batman: Arkham Asylum (VF : Bruno Dubernat) : Killer Croc fait partie des personnages qui peuvent être aperçus dès l'arrivée de Batman et du Joker à l'Asile d'Arkham. Batman (à un moment avancé de l'histoire) doit chercher un remède au venin Titan développé par le Joker. Sur les conseils d'Ivy, il se met à la recherche d'une plante qui pousse dans les égouts sous l'île d'Arkham. Durant cette séquence, Croc fait son apparition, et cherche à faire chuter Batman des simples planches qui lui servent de chemin pour trouver les plantes. Après une course contre la montre, Batman réussit à atteindre la terre ferme et piège Croc qui tombe dans un précipice. Même s'il ne s'opposera plus au Chevalier noir directement pour le reste de l'aventure, on peut néanmoins l'apercevoir à d'autres occasions : c'est lui qui attaque l'Épouvantail après la deuxième confrontation de ce dernier avec le Chevalier noir et c'est avec lui que se termine le jeu. Après le plan d'une caisse contenant du Titan flottant vers Gotham, on voit la caisse être happée par une main écaillée et griffue, à savoir celle de Croc.
- 2009 : DC Universe Online
- 2011 : Batman: Arkham City (VF : Bruno Dubernat) : Dans cet opus, Croc ne peut pas être vu dans l'histoire principale, il ne peut être aperçu qu'au travers d'une expédition dans les égouts. Après que Batman a enclenché un bouton via un Batarang, Croc surgit et entame une discussion pacifique mais chargée de menaces. Croc lui annonçant qu'il finira par tenir sa promesse faite lors du précédent opus, à savoir le dévorer.
- 2012 : Lego Batman 2: DC Super Heroes
- 2013 : Batman: Arkham Origins (VF : Bruno Dubernat) : Cet épisode revient sur les débuts du Chevalier Noir. Après un problème survenu à Blackgate, Batman suit le cheminement de Black Mask au travers de la prison. Lorsque Black Mask s'enfuit via un hélicoptère, Batman est repéré par un homme immense et charpenté. Il s'agit de Killer Croc à ses débuts. Après un combat explosif sur la piste d'atterrissage de la prison, Croc est finalement battu et annonce à Batman que celui-ci est pourchassé par des assassins à la solde de Black Mask.
- 2014 : Lego Batman 3 : Au-delà de Gotham
- 2015 : Batman: Arkham Knight (VF : Bruno Dubernat) : Pour voir Croc et l'affronter, il faut être en possession du DLC La Saison de l'Infamie. Batman reçoit un appel de Nightwing qui lui dit que la prison-dirigeable Iron Heights s'est écrasée près de Gotham. Il décide donc de partir enquêter et découvre rapidement que c'est à cause de Killer Croc que le dirigeable s'est écrasé. Après une enquête approfondie, on comprend que Killer Croc a subi trop d'expérimentations, cela peut se voir au travers de son physique qui a totalement changé. Il est désormais difforme et plus grand et gros que dans les opus précédents (il ressemble vraiment à un crocodile maintenant). Après un combat qui oppose Batman et Nightwing à Croc et ses hommes, le Chevalier noir accuse le responsable de tout ça, à savoir le directeur d'Iron Heights. Croc ainsi que le directeur sont ensuite déplacés vers la prison du GCPD via la Batwing.
- 2018 : Lego DC Super-Villains

### Film
- 2016 : Suicide Squad, incarné par  Adewale Akinnuoye-Agbaje[2]